# 楊景曄
楊景曄（？—1647年8月30日（永曆元年八月二日）），字杲生，廣州府廣州衛人，明朝、南明軍事人物。

## 生平
楊景曄是崇禎十五年（1642年）的武舉人，有才幹和騎射，通曉書本，跟隨陳邦彥征戰；歷任後衛指揮僉事、參將。永曆元年（1647年），陳子壯和陳邦彥約定收復廣州，他和黃炅元、黃旻元、楊可觀、高為𥗝、張象賢，守將王天錫、天授作內應，但先派出時被發現而事敗；佟養甲捉住楊景曄的母親，打算讓他投降，但他的母親說：「景曄，人在世短暫，既然做事記掛母親，倒不如先讓十歲的妹妹獲釋，好讓我瞑目。」佟養甲就放了他的妹妹，繼續好語誘降；景曄說：「你放生我，我不放生你。」從容地與黃炅元、楊可觀、高為𥗝、張象賢在八月二日被殺，南明朝廷追贈都督。

## 引用
1. 1 2  錢海岳《南明史·卷五十二·列傳第二十八》：永曆元年春……（陳子壯）已與（陳）邦彥約共復廣州。子壯攻西南，邦彥攻東北，結黃炅元、旻元、楊可觀、楊景曄、高為𥗝、張象賢，守將王天錫、天授為內應，而令梁若衡設伏城外，並檄鄉鎮諸軍雲集響應。八月二日，……而（黃）炅元、（楊）可觀、（楊）景曄、（高）為𥗝、（張）象賢等伏先發，事洩死。
2. 1 2  錢海岳《南明史·卷五十二·列傳第二十八》：（楊）景曄，字杲生，廣州衛人。崇禎十五年武舉。師事邦彥，負才畧，博書傳，精騎射。歷後衛指揮僉事、參將。
3. ↑  錢海岳《南明史·卷五十二·列傳第二十八》：事敗，（佟）養甲執其母，景曄出曰：「吾母。」養甲曰：「姑釋汝。」母曰：「景曄，須臾人也。執事既念其母，何不及其未死並十歲之妹釋之，以瞑吾目。」養甲釋之，又為好語誘降。景曄曰：「汝若生我，我不生汝也。」從容授刃。贈都督。